# Ernst Lindenbauer

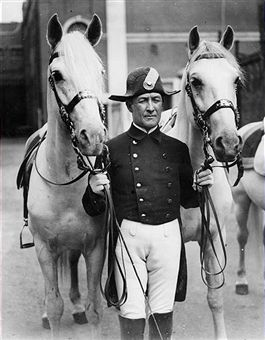
Oberbereiter Ernst Lindenbauer

Ernst Lindenbauer (* 18. November 1881 in Lichtenegg bei Wels; † 22. April 1961 in Wien) war Oberbereiter an der Spanischen Hofreitschule in Wien. 
Lindenbauer wurde als Sohn eines Landwirts in Lichtenegg bei Wels, Oberösterreich geboren und bekam im Alter von 13 Jahren seinen ersten Reitunterricht. 
Seinem ausgesprochenen Talent verdankte er es, dass er nach Beendigung seiner Schulausbildung im Jahr 1895 als Eleve in den Reitstall von Erzherzog Franz Salvator in Lichtenegg kam, wo er neben Unterricht im Reiten und Fahren wertvolle Anleitung im Umgang mit Pferden bekam.
Während seiner Elevenzeit lernte Lindenbauer in allen Sätteln gerecht zu werden, denn er ritt nicht nur bei Rennen und Reitjagden mit, sondern er wurde auch in der dressurmäßigen Ausbildung von Pferden unterwiesen.
Im Jahr 1900 trat er freiwillig beim Dragoner Regiment 6 in Wels ein und kehrte nach seiner dreijährigen Militärdienstzeit wieder in die Dienste von Erzherzog Franz Salvator zurück. Von dort wurde er am 20. November 1906 in den kaiserlich königlichen Campagne-Reitstall zu Wien als "Hofreitskolar" eingestellt und im Laufe der Zeit zum Bereiter II. und I. Klasse ernannt. Während dieser Verwendung hatte Lindenbauer neben dem Zureiten von jungen Pferden für den Hofmarstall und der Abhaltung von Reitunterricht wiederholt die Gelegenheit, die Pferde Kaiser Franz Josefs gelegentlich von Truppenparaden und der Teilnahme an Manövern bereitzustellen. 
Im Jahr 1919 wurde Lindenbauer nach Auflösung des Campagne-Reitstalles zur Spanischen Hofreitschule versetzt, wo er im Jahr 1926 zum Oberbereiter befördert wurde.
Lindenbauer, der stille in sich gekehrte Mann, hatte maßgeblichen Anteil bei der Erhaltung der Spanischen Hofreitschule in der schwierigen Zeit des Ersten Weltkrieges, des Wechsels von Monarchie zur Republik und der Zwischenkriegszeit. Er war einer der tragenden Säulen der Spanischen Hofreitschule zu seiner Zeit.